# 海南野扇花
海南野扇花（学名：Sarcococca vagans）为黄杨科野扇花属的植物。分布在缅甸、越南以及中国大陆的云南、海南等地，生长于海拔500米至800米的地区，常生于山谷中或林下，目前尚未由人工引种栽培。

## 别名
大叶清香桂（云南植物志）

## 异名
- Sarcococca balansae Gagnep.